# II. Roman moldvai fejedelem
II. Roman (1426 – 1448. július 2.) Moldva fejedelme 1447-től haláláig.
Megölte édesapja gyilkosát, II. Istvánt, de unokatestvére, Péter elűzte és Podoliába menekült, hogy a lengyel királytól kért segítséget. Kázmér lengyel király hiába sietett Roman megsegítésére: ugyanis azt 1448 júliusában megmérgezték.

## Lásd még
- Moldvai fejedelmek listája
- Havasalföldi és moldvai fejedelmek családfája

| Előző uralkodó: II. Péter | Moldva fejedelme 1447 – 1448 | Következő uralkodó: II. Péter |